# Rudy Dół (Masyw Śnieżnika)

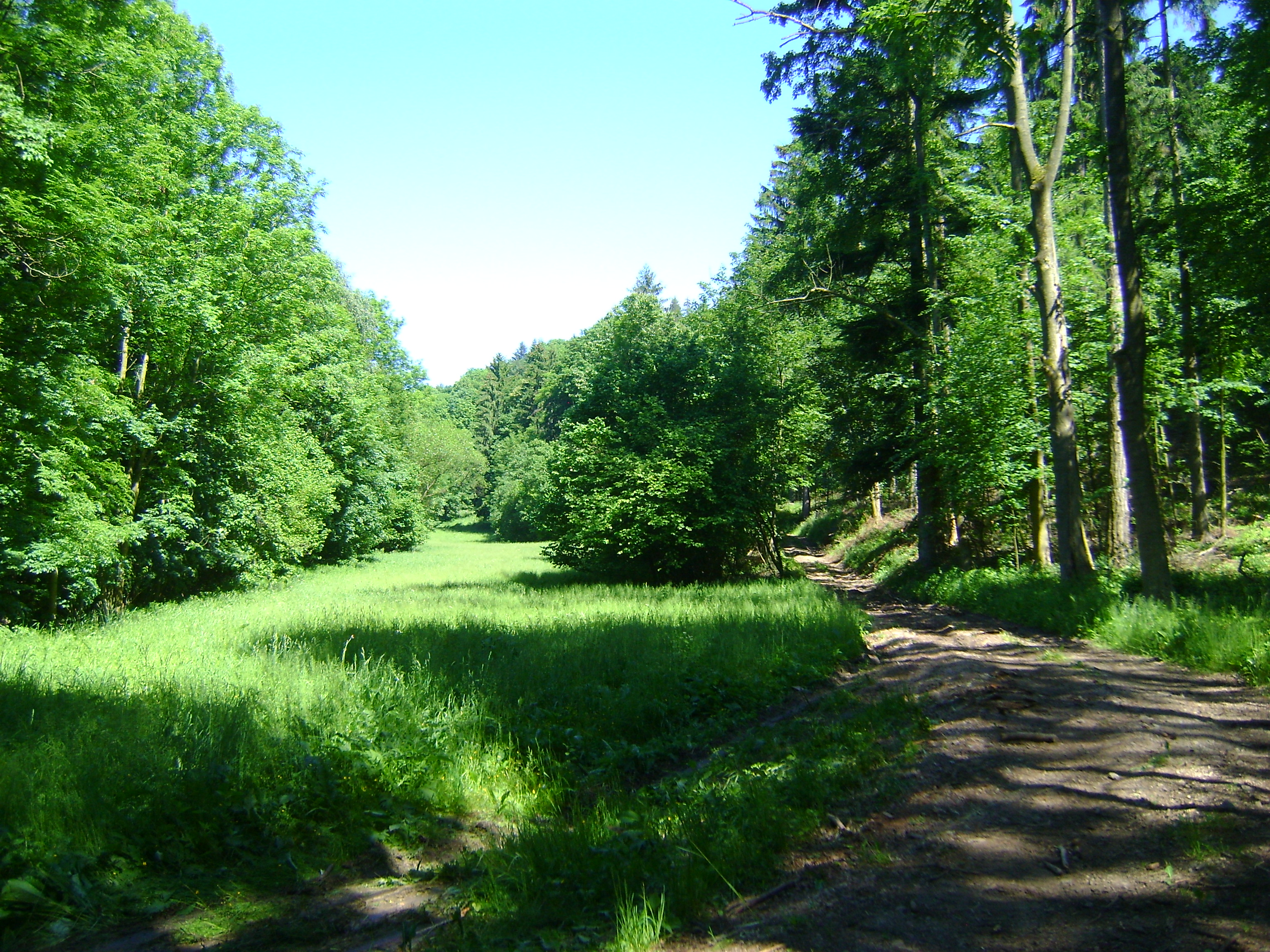
Rudy Dół – widok od strony zachodniej

Rudy Dół – dolina rzeczna w południowo-zachodniej Polsce, w Sudetach Wschodnich, w Masywie Śnieżnika, w paśmie Krowiarek w woj. dolnośląskim.
Dolina położona jest ok. 1,8 km na południowy wschód od centrum Nowego Waliszowa.
Dobrze wykształcona V-kształtna dolina, która odchodzi od głównego pasma Krowiarek na południowy zachód do doliny rzeki Waliszowska Woda. Dolina ciągnie się na długości ok. 1,7 km, między wzniesieniami Skowronek po południowej stronie i wzniesieniem o kocie 610 m n.p.m. po północnej stronie. Dolina wąska głęboko wcięta o stromych zboczach, wypreparowana w gnejsach (śnieżnickich) i łupkach łyszczykowych serii strońskiej, należącej do metamorfiku Lądka i Śnieżnika. Najbliższe otoczenie doliny porasta dolno reglowy monokulturowy las świerkowy, z domieszką drzew liściastych. Doliną płynie potok Równica.

## Inne
- Środkiem doliny przebiega granica Śnieżnickiego Parku Krajobrazowego
- Na zboczu doliny występują rozdrobnione i rozlokowane wyspowo buczyny storczykowe[2]